# Ib
Ib (en rus: Ыб) és un poble de la República de Komi, a Rússia, segons el cens del 2010 tenia 7 habitants.